# Formosopyrrhona satoi
Formosopyrrhona satoi är en skalbaggsart som först beskrevs av Hayashi 1957.  Formosopyrrhona satoi ingår i släktet Formosopyrrhona och familjen långhorningar. Inga underarter finns listade i Catalogue of Life.